# Закрос
Закрос (на гръцки: Ζάκρος) е село в ном Ласити в крайната източна точка на остров Крит, Гърция.
Отдалечено е на 38 km източно от Сития. Това е сравнително голямо село и център на община в дем Итанос, включваща по-малките села Като Закрос, Адравасти, Азокерамос, Келария, Клисиди и махалите Агиос Георгиос, Сфака, Канава и Скалия.
Това село не трябва да се бърка с Като Закрос или т.нар. Долен Закрос – древното селище от минойската цивилизация с разкрит дворец и над 10 000 артефакти, разположено в ниската част край морския бряг и което днес представлява археологически обект, в който се провежда постоянна изследователска дейност. За разлика от него съвременното село Закрос или още Горен Закрос (Epano Zakros) се намира на хълма над древното поселение на 248 m надморска височина.
Една от туристическите забележителности тук е Проломът на мъртвите (на гръцки: Φαράγγι των Νεκρών) с дължина около 5 km. Началото му започва от Закрос и слиза чак до плажа и древното минойско селище. В древността многобройните малки пещери в скалите на каньона са използвани като огромна гробница. По дъното на каньона преминава каменното русло на река, което се изпълва с вода единствено през зимата в дъждовния период.

## Население
Според преброяването от 2001 г. населението на Закрос е 955 жители. Занимава се предимно със земеделие – маслини, различни плодове и зеленчуци и производство на зехтин.